# Estado de la Guanabara
El Estado de la Guanabara (en portugués: Estado da Guanabara) fue un estado de Brasil que existió desde 1960 hasta 1975, en el territorio correspondiente a la actual ubicación del municipio de Río de Janeiro. En su área, estuvo localizado el antiguo Distrito Federal de Brasil (1889-1960). La palabra Guanabara proviene del tupí-guaraní Guaná-pará, y significa «seno del mar».

## Historia

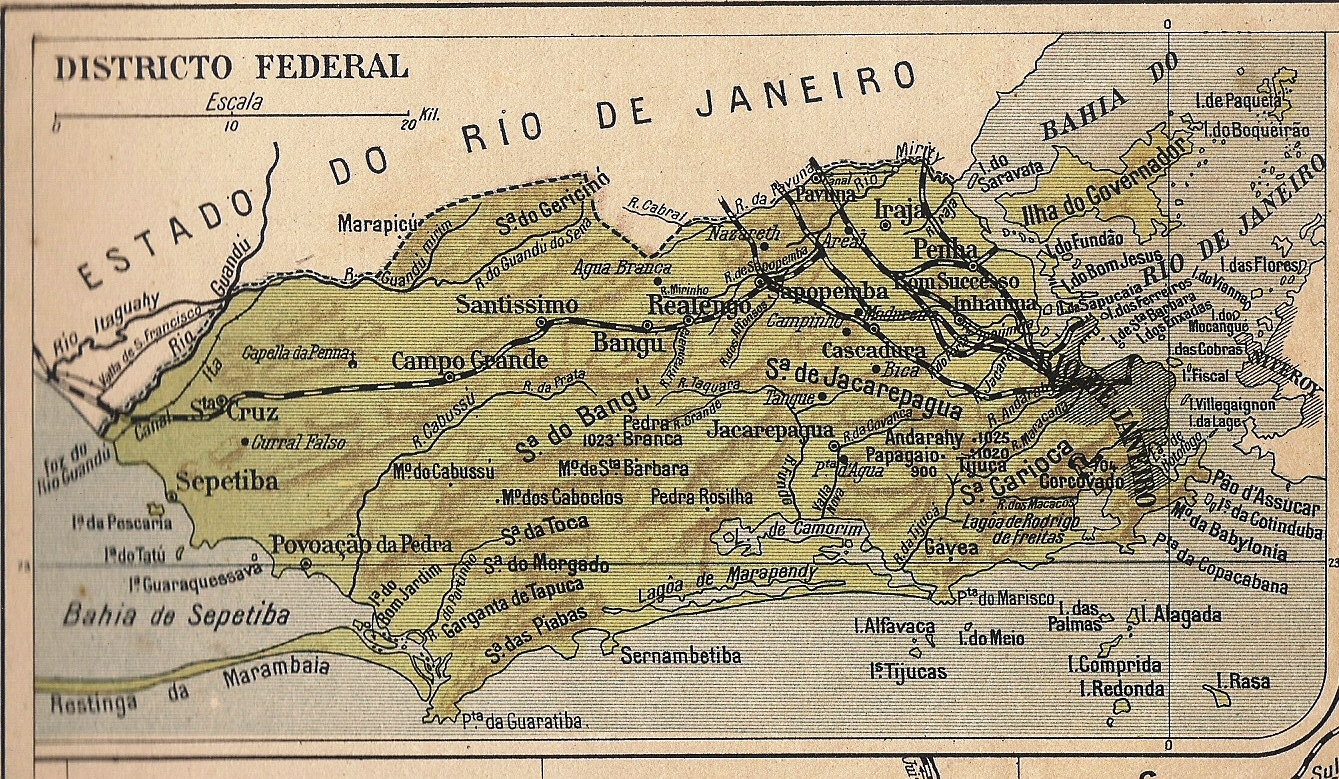
El antiguo Distrito Federal de Brasil (1889-1960), Brasil, que existió en el territorio correspondiente a la actual ubicación del municipio de Río de Janeiro.

En 1836, la ciudad de Río de Janeiro fue comprendida en el Municipio Neutro de la corte portuguesa, permaneciendo como capital del Imperio de Brasil, mientras que Niterói pasó a ser la capital de la provincia de Río de Janeiro. En 1889, después de la proclamación de la República, la ciudad de Río de Janeiro continuó siendo capital de Brasil, y la provincia homónima fue transformada en estado. El 24 de febrero de 1891, mediante la promulgación de la primera constitución republicana de Brasil, el entonces Municipio Neutro fue establecido como el Distrito Federal de Brasil (1889-1960). Con la mudanza de la capital a Brasilia, el 21 de abril de 1960, el antiguo Distrito Federal se convirtió en el estado de Guanabara, de conformidad con las disposiciones transitorias de la Constitución de 1946 y la Ley N.º 3752 del 14 de abril de 1960 (Ley San Tiago Dantas).
Con el fin de la Era Vargas y el comienzo a partir de 1955 de una nueva etapa política con el presidente Juscelino Kubitschek, se impulsó la ocupación del interior de Brasil, lo cual eliminaba del escenario político brasileño las presiones sociopolíticas de las grandes ciudades y de los sectores políticos más poderosos. La construcción de Brasilia fue un golpe a los intereses de la elite carioca, pues debilitaba su estatus de centro de las decisiones políticas del país.
Ante esta amenaza, los grupos políticos de Río de Janeiro, aún indecisos ante el rumbo que la ciudad tomaría, se optó por la creación del estado de Guanabara, con el estado de Río de Janeiro que da nombre a la capital, en las cercanías del joven estado. En plebiscito realizado el 21 de abril de 1963, la población decidió la existencia de apenas un municipio en la unidad federada.
Sin embargo, para algunos estudiosos el principal problema político no fue resuelto: la pérdida del poder político y económico que los fluminenses poseían hasta entonces, con la posibilidad de un «vaciamiento» de la ciudad de Río de Janeiro en el mismo sentido.
El primer gobernador, José Sette Câmara Filho, fue nombrado por el presidente de la República y ejerció el cargo hasta el 5 de diciembre de 1960, cuando lo traspasó al primer gobernador electo, Carlos Lacerda, quien a su vez lo ocupó durante cinco años. Lacerda impulsó cambios radicales en la Guanabara, como promover el traslado de las favelas a otras zonas (lo cual tuvo como consecuencia la creación de la Vila Kennedy y de la Ciudad de Dios); la construcción del acueducto del río Gandu para el abastecimiento de agua, y una serie de modificaciones paisajísticas. Entre las principales obras realizadas en ese período, se destaca la apertura del Túnel Rebouças, la extensión de la playa de Copacabana y la construcción de la mayor parte del Aterro do Flamengo, oficialmente llamado Parque Brigadier Eduardo Gomes, que se transformó en la zona de ocio más extensa y completa de la ciudad. El parque posee 121,9 hectáreas y está situado sobre la ribera de la Bahía de Guanabara, extendiéndose desde el Aeropuerto Santos Dumont hasta el Morro da Viúva, en el barrio de Botafogo.
En este período también se organizó la Compañía Estatal de Teléfonos (CETEL), cuya misión fue la instalación del servicio telefónico automático en los suburbios más alejados, como Irajá, Bento Ribeiro, Bangu, Campo Grande y Santa Cruz, en la Baixada de Jacarepaguá y en Barra da Tijuca así como en la Isla del Gobernador y en la Isla de Paquetá. Años más tarde la compañía estatal fue incorporada al sistema telefónico fluminense, a través de TELERJ, pasando a atender el resto del estado después de la fusión.
A solicitud de Lacerda se elaboró el Plan Doxiadis, conjunto de proyectos ligados al área urbanística. La Vía Lila (Linha Lilás) fue la primera en ser construida entre los 60 y 70 mientras que la Linha Verde fue apenas parcialmente construida. La Vía Roja (Linha Vermelha) y la Vía Amarilla (Linha Amarela) se concretaron recién en los 90, basadas todas ellas en el plan que además preveía la Vía Azul (Linha Azul) y la Vía Marrón (Linha Marrom).
Los otros gobernadores electos para ejercer la jefatura del Poder Ejecutivo de la Guanabara fueron Francisco Negrão de Lima (1965-1970) y Antonio de Padua de Chagas Freitas (1970-1975), en cuyo gobierno se construyó el emisario submarino de aguas residuales de Ipanema.
Mediante la Ley Complementaria N.º 20 del 1 de julio de 1974, durante la presidencia del General Ernesto Geisel, se decidió fusionar los estados de Guanabara y de Río de Janeiro, a partir 15 de marzo de 1975, manteniendo la denominación de Estado de Río de Janeiro, y regresando a la situación territorial anterior a la creación del Municipio Neutro, con la ciudad de Río de Janeiro nuevamente como capital estatal.
La fusión causó gran polémica entre los cariocas y flumineses de la época, al realizarse sin previa consulta popular. A pesar de eso, la nueva capital estatal se convirtió rápidamente en sede de numerosos emprendimientos financieros del resto del estado.

## Movimientos opuestos a la fusión
En 2004, en vísperas del trigésimo aniversario de la fusión, el político Alfredo Sirkis lanzó un movimiento a favor de la recreación del estado de Guanabara, llamado «Autonomía Carioca», por considerar que la fusión de ambos estados fue perjudicial para la ciudad de Río de Janeiro. El movimiento promueve la realización de un referéndum para decidir sobre el tema.
En su sitio de internet, se recogieron 2.473 solicitudes (hasta enero de 2007) pero el movimiento fracasó debido a la precipitación en incluir la consulta en el referéndum sobre la prohibición de la comercialización de armas de fuego y municiones, idea que fue descartada. Y por el cambio de posición del prefecto Cesar Maia, quien, en un principio favorable a la fusión, posteriormente criticó al movimiento.
Otro de los factores que influyó en la derrota fue que la propuesta es muy impopular entre las capas de la población menos favorecidas económicamente, tanto de la ciudad como del estado. Los opositores a la separación tildaron a este movimiento de elitista, y criticaron el aumento de cargos que implicaría una medida de esa naturaleza, contraria a los niveles de integración urbana alcanzados, en particular en zonas como la Baixada Fluminense.
En 2008 otro movimiento llamado «O Rio Decide» lanzó una nueva campaña a favor de la separación.

## Gobernadores
Gobernadores
- 1960: José Sette Câmara Filho
- 1961-1965: Carlos Frederico Werneck de Lacerda
- 1965-1965: Raphael de Almeida Magalhães (interino)
- 1965-1970: Francisco Negrão de Lima
- 1970-1975: Antonio de Padua de Chagas Freitas

Vicegobernadores
- 1961-1964: Dutra Eloi
- 1964-1965: Rafael de Almeida Magalhães
- 1965-1970: Rubens Berardo
- 1970-1975: Pedro Martins Erasmo